# Phumosia nigricauda
Phumosia nigricauda är en tvåvingeart som beskrevs av Hiromu Kurahashi och Magpayo 2000. Phumosia nigricauda ingår i släktet Phumosia och familjen spyflugor.
Artens utbredningsområde är Filippinerna. Inga underarter finns listade i Catalogue of Life.